# 은하 조석

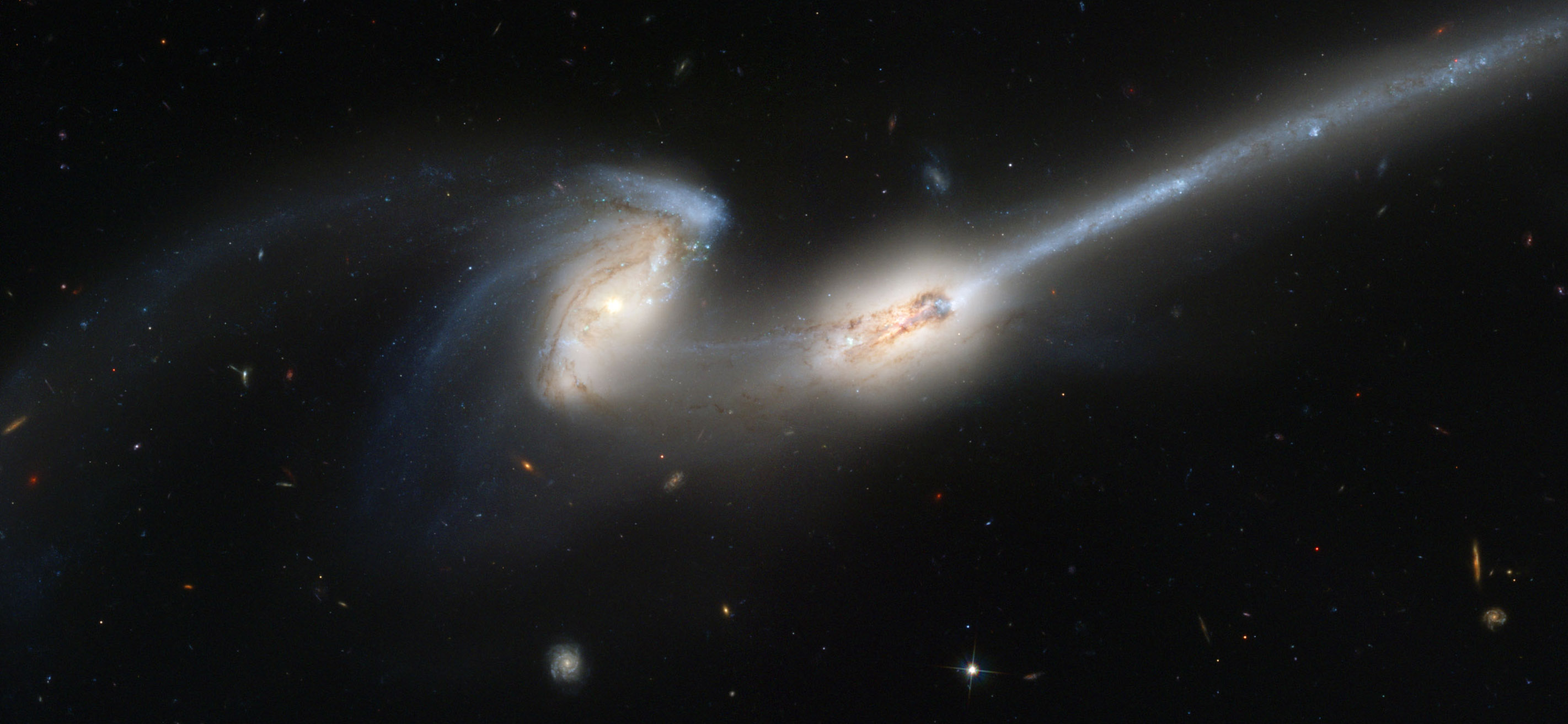
생쥐 은하.

은하 조석(Galactic tide)은 은하의 중력장에 의해 발생하는 조석력의 일종으로, 주요 효과로는 상호작용은하, 왜소 은하나 위성 은하의 분해 등이 있다.

## 외부 은하

### 은하 간의 충돌

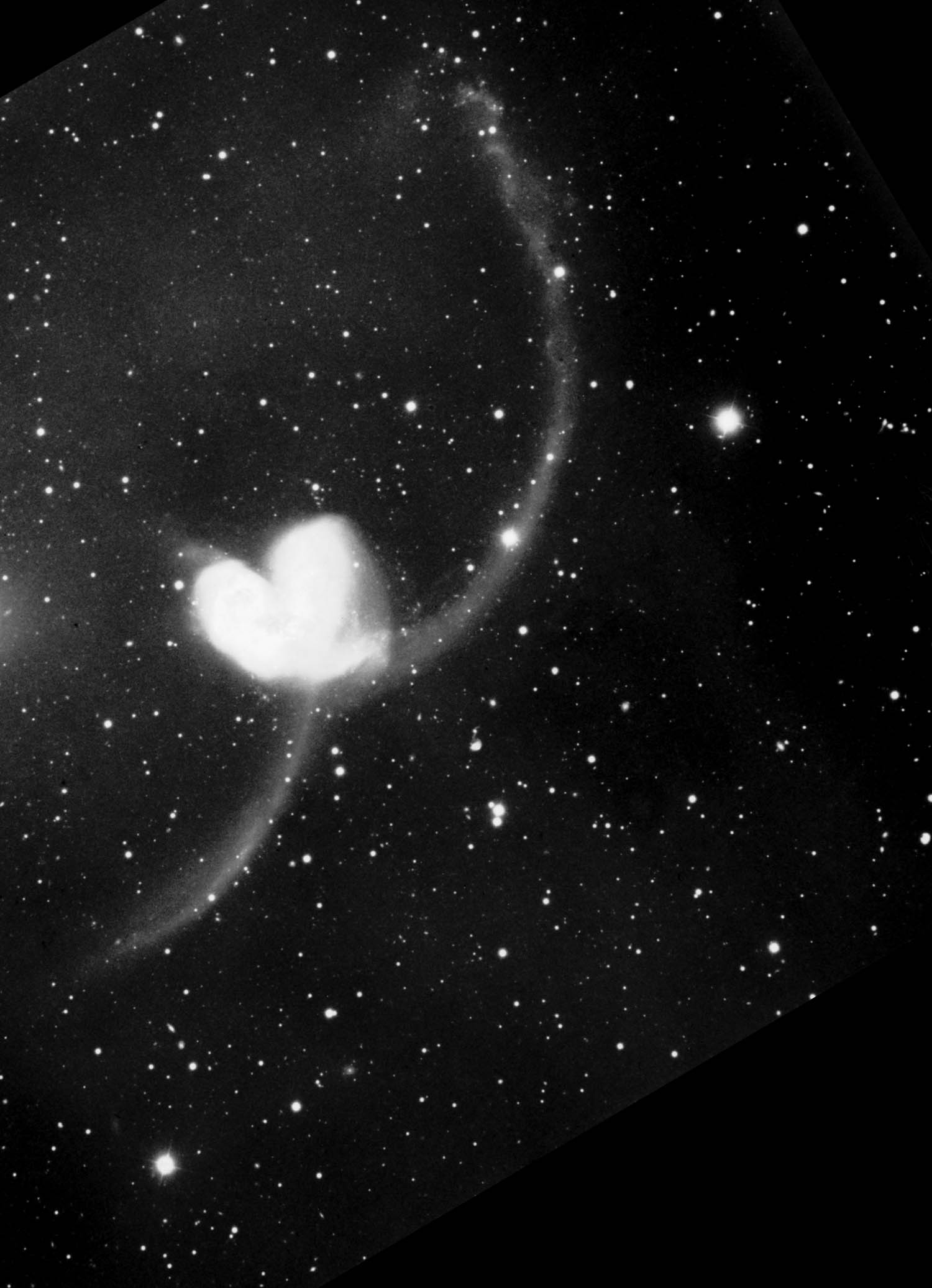
더듬이 은하의 충돌 중 조석력에 의해 생긴 긴 꼬리.

조석력은 중력의 절대적인 세기보다 중력의 차이와 관련이 있기 때문에, 은하의 조석력은 은하 주변에만 작용한다. 만약 두 은하가 근처를 지나갈 경우, 매우 큰 조석력이 작용하게 된다.
두 은하가 정면으로 충돌하는 경우는 그리 흔하지 않으며, 조석력이 작용해 은하의 진행 방향에 영향을 준다. 두 은하가 중력적 상호작용으로 서로를 돌 때 조석력의 영향을 받은 지역은 은하 본체에서 떨어져 나와 차등회전에 따라 분해되어 은하간 공간으로 떨어져 나가는데, 이 꼬리 모양 구조를 조석 꼬리라고 부른다. 조석 꼬리는 굽은 형태를 띄며, 직선으로 보이는 경우는 옆에서 보아 겉보기에 직선처럼 보이는 것이다. 조석 꼬리를 형성하는 물질은 보통 중력을 강하게 받는 은하 중심 팽대부보다 은하 원반에서 더 많이 공급된다. 조석 꼬리가 강하게 드러난 예시로는 생쥐 은하와 더듬이 은하가 있다.
달이 두 조석 팽대부를 만드는 것과 같은 원리로, 조석 꼬리도 보통 두 개가 생겨난다. 상대 은하보다 질량이 비슷하거나 적으면 긴 꼬리가 생겨나며, 상대 은하보다 질량이 크면 해당 은하에는 꼬리가 작게 생기고, 다리(bridge)라고 부르는 은하 앞쪽의 꼬리가 더 커지게 된다. 조석 다리는 위치상 조석 꼬리와 구별하기 어려우며, 두 은하가 합쳐지는 과정에서 은하에 다시 흡수되어 조석 꼬리보다 관측할 수 있는 기간이 짧고, 만약 두 은하와 지구와의 거리가 다르면 조석 다리가 가려 보이지 않을 수도 있다. 꼬리가 양쪽 은하에 모두 연결되어 있는 모양인 조석 고리(tidal loop)는 더 관측하기 어렵다.

### 위성 은하

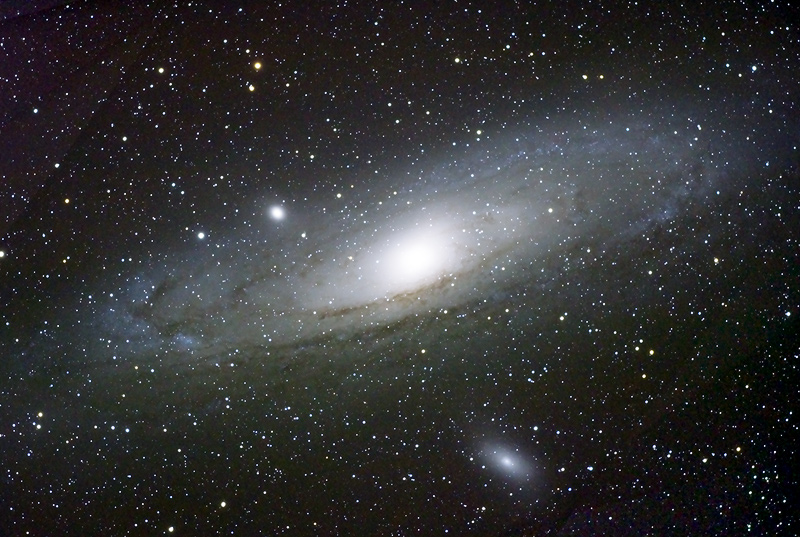
안드로메다 은하로, 원반 왼쪽 위에 있는 위성은하 메시에 32는 안드로메다 은하의 조석력에 의해 은하 팔이 사라졌다.

은하의 조석력은 은하에 가까워질수록 강해지기 때문에, 위성은하가 제일 영향을 크게 받는다. 조석력을 받은 위성은하는 회전 방향과 속도, 질량-광도 관계의 이상 등 관측할 수 있는 이상 현상을 보이며, 위성은하에서 항성과 기체가 옆 은하로 넘어가기도 한다. 안드로메다 은하의 위성은하인 메시에 32는 바깥 나선팔을 안드로메다 은하에 잃었고, 은하 중심부의 분자운을 압축해 항성 형성이 촉진되었다.
나선팔을 잃는 과정은 기본적으로 꼬리가 생기는 과정과 같지만, 질량 차이가 크기 때문에 실질적으로 한쪽 은하에만 영향이 나타난다. 위성은하가 매우 작을 경우에는 조석 꼬리의 모양이 대칭으로 나타나며, 위성은하의 뒤를 따라가는 모양이 된다. 하지만 위성은하의 질량이 중심 은하 질량의 1만 분의 1 이상이라면, 위성은하 자체의 중력이 꼬리에 영향을 주어 꼬리가 비대칭하게 여러 방향으로 퍼져나간다. 최종적으로 형성되는 구조는 위성은하의 질량과 궤도, 중심 은하 주변 암흑물질 헤일로의 질량과 구조에 영향을 받으며, 은하 암흑물질의 위치 에너지를 연구할 방법으로 각광받고 있다.
만약 왜소은하가 큰 은하에 너무 가까이 접근하거나, 오랜 기간 동안 한 은하를 돌면, 은하의 형태가 완전히 무너져 중심 은하를 감싸는 선 형태로 변하기도 한다. 또한, 안드로메다 은하 등 일부 은하의 은하원반은 여러 왜소은하가 이 과정을 거치며 완전히 흡수된 결과물로 보기도 한다.

## 은하 내 천체의 영향
은하 내에 있는 천체에도 은하의 조석력은 영향을 끼치는데, 특히 항성이나 행성계의 형성에 가장 큰 영향을 준다. 보통 항성계에서는, 인근 항성이 간혹 지나갈 때를 제외하면, 중심 항성만이 실질적인 중력적 영향력을 발휘하나, 항성계 최외곽에서는 항성의 중력이 약해 은하 조석의 영향이 커진다. 태양계의 경우, 장주기 혜성의 근원지로 추정되는 오르트 구름이 바로 이 지역에 속한다.
오르트 구름은 약 1광년 거리에 있는, 태양계를 두르고 있는 거대한 구로, 태양과의 거리가 멀기 때문에 우리은하 자체의 조석력이 상당한 영향을 행사하여, 오르트 구름의 모양을 은하 중심 방향으로 찌그러트린다. 이 정도 거리에서는 태양의 중력이 약하기 때문에, 은하의 조석력만으로도 미행성이 교란을 받아 내태양계로 향하게 된다. 오르트 구름의 미행성은 주로 암석과 얼음이 섞인 천체로, 내태양계로 진입하면 얼음이 증발하며 혜성이 된다.

오르트 구름의 개략도.

또한, 은하 조석이 태양계 바깥쪽의 미행성을 더 바깥으로 끌어내서, 오르트 구름의 형성 자체에 도움을 주었을 가능성도 제기되고 있다. 이처럼 은하 조석의 영향은 상당히 복잡하며, 전체적인 작용보다는 행성계에 있는 각 천체가 어떻게 반응하는지가 더 중요하다. 하지만 긴 시간 동안 효과가 누적되면 상당한 부분을 차지하는데, 현재 오르트 구름에서 오는 혜성 중 90% 가량이 은하 조석이 원인이라고 추정하고 있다.

## 같이 보기
- 오르트 구름
- 로슈 한계
- 조석력